# SOCOLA
SOCOLA（ソコラ）は、野村不動産が展開する地域密着型商業施設のブランド。SOCOLAは“すぐそこにあるCOMMUNITY LAND”を集約した造語で、SoCoLaとも表記される。マスコットキャラクターは「かいじゅうソコラ」。

## 施設一覧

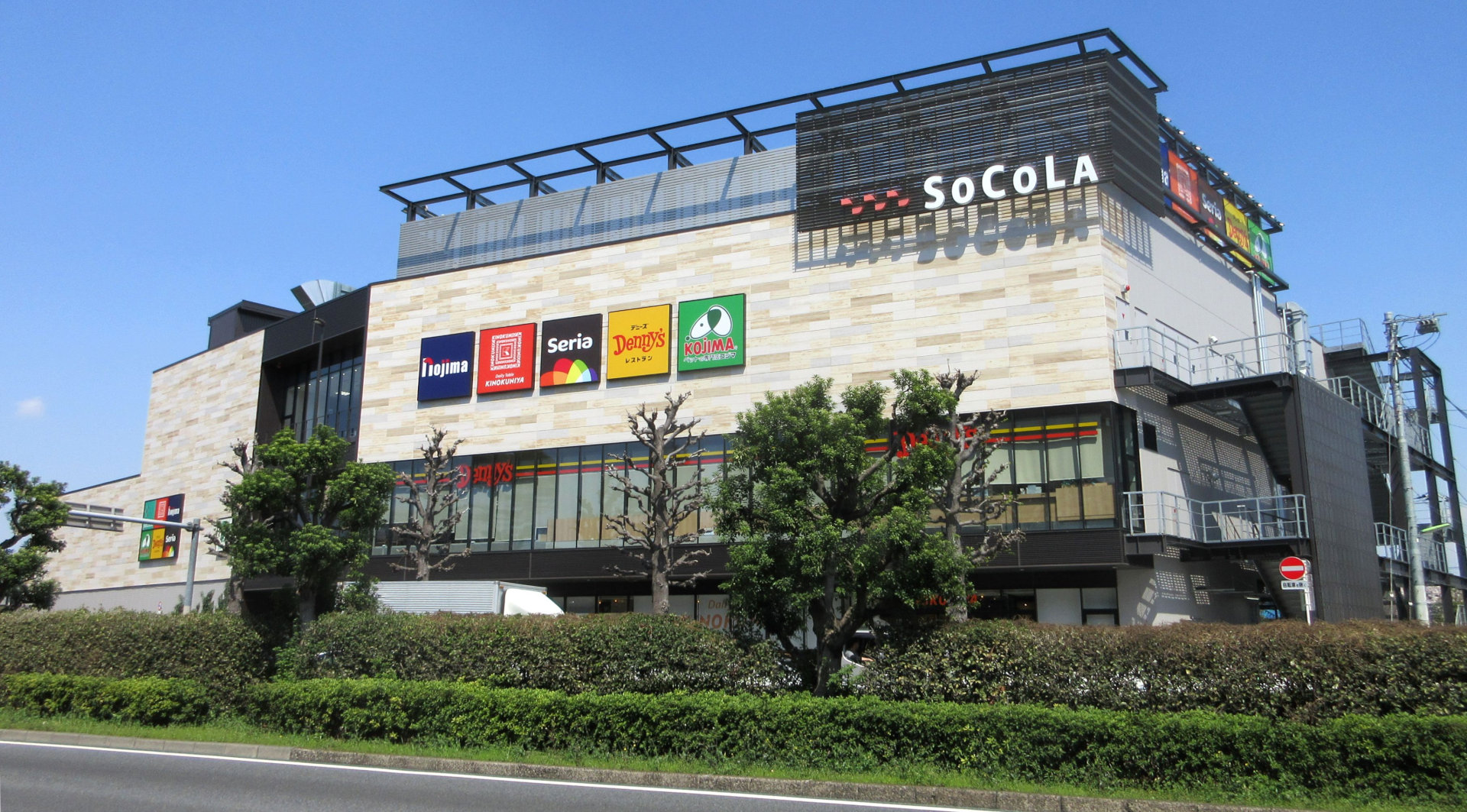
SOCOLA(ソコラ)用賀

SOCOLA若葉台
東京都稲城市坂浜。「稲城小田良土地区画整理事業」内に所在し、SOCOLAシリーズの第一弾として、2020年3月6日にグランドオープンした。
SOCOLA日吉
横浜市港北区箕輪町。「プラウドシティ日吉」内に所在する。2020年4月1日より店舗が順次オープンされ。2020年6月1日にグランドオープンした。
SOCOLA武蔵小金井クロス
東京都小金井市。当初は2020年6月19日オープンの予定だったが、新型コロナウイルスの影響で延期となり、2020年6月30日にグランドオープンした。
SOCOLA用賀
東京都世田谷区上用賀。2021年4月23日グランドオープン。
SOCOLA南行徳
千葉県市川市南行徳。2000年（平成12年）に開業した総合スーパーをリノベーションし、2021年10月29日にSOCOLA南行徳としてグランドオープンした。
SOCOLA塚口クロス
兵庫県尼崎市南塚口町。1978年（昭和53年）に開発された塚口さんさんタウンのうち、老朽化や空き室の増加などから3番館の立て替えが2014年に決まり、2018年より解体に着手、跡地に野村不動産による高層マンション「プラウド阪急塚口駅前」が建設され、その低層階（地下1階から地上2階まで）が2022年11月2日にSOCOLA塚口クロスとしてグランドオープンした。
SOCOLA所沢
埼玉県所沢市北秋津。「北秋津上安松土地区画整理事業」内に所在する。2024年4月25日開業。